# Genea glossata
Genea glossata är en tvåvingeart som först beskrevs av Townsend 1935.  Genea glossata ingår i släktet Genea och familjen parasitflugor. Inga underarter finns listade i Catalogue of Life.